# Ismael Cancel
Ismael José Cancel Villafañe (Santurce, San Juan; 26 de diciembre de 1978) es un productor, músico, compositor y percusionista puertorriqueño. Fue baterista de la banda Calle 13, con la que grabó múltiples álbumes.
Como productor musical, obtuvo el Grammy al mejor álbum de música urbana, alternativo o rock latino y a la mejor producción por Ilevitable, junto a su pareja Ile. También fue nominado como mejor compositor por Mejor Canción Alternativa en 2019 por el tema «Contra todo» del disco Almadura de iLe en los  Premios Grammy Latinos.

## Carrera musical

### Bayanga
En el año 2001 Eduardo lo invita a unirse a la agrupación Bayanga con la que Ismael sale por primera vez a llevar música fuera de Puerto Rico, participando de giras por California y festivales en Jamaica, entre otras experiencias que le permitieron seguir desarrollándose como músico.

### Calle 13
Ismael fue el baterista de la banda durante toda su trayectoria hasta su separación en 2016. Con la banda obtuvo tres Grammy Awards y 22 Latin Grammy.

## Como productor musical
En el año 2016 tras la separación de Calle 13 Ismael se convierte en productor musical del proyecto de la también exmiembro de la banda Ile, quien también es su pareja sentimental. Junto a ella ha producido los almbumes Ilevitable (2016) y Almadura (2019), con los que ha obtenido múltiples nominaciones y premios internacionales además del halago de la prensa internacional.
El New York Times clasificó a «Caníbal» entre las mejores canciones de 2016, y a Almadura  entre los álbumes más destacados de 2019.
En 2019 produjo el tema «Flor» de la banda Los Rivera Destino junto a Bad Bunny.
En septiembre de 2020 fue nominado nuevamente como compositor de Canción Alternativa del año en los Latin Grammy por el tema «En cantos» de Ile junto a Natalia Lafourcade.

## Discografía

### Con Calle 13
- 2005: Calle 13
- 2007: Residente o visitante
- 2008: Los de atrás vienen conmigo
- 2010: Entren los que quieran
- 2014: Multi-viral

### Como productor

#### Álbumes
- 2020: Plena Combativa, Plena Combativa
- 2019: Almadura, iLe
- 2016: Ilevitable, iLe

#### Sencillos
- 2020: «En cantos», iLe, Natalia Lafourcade
- 2019: «Flor», Los Rivera Destino, Bad Bunny
- 2019: «Sin vergüenza», Simón Grossman